# Nematoplana corsicana
Nematoplana corsicana är en plattmaskart som beskrevs av Curini-Galletti och Martens 1992. Nematoplana corsicana ingår i släktet Nematoplana och familjen Nematoplanidae. Inga underarter finns listade i Catalogue of Life.